# Ceferino Tresserra

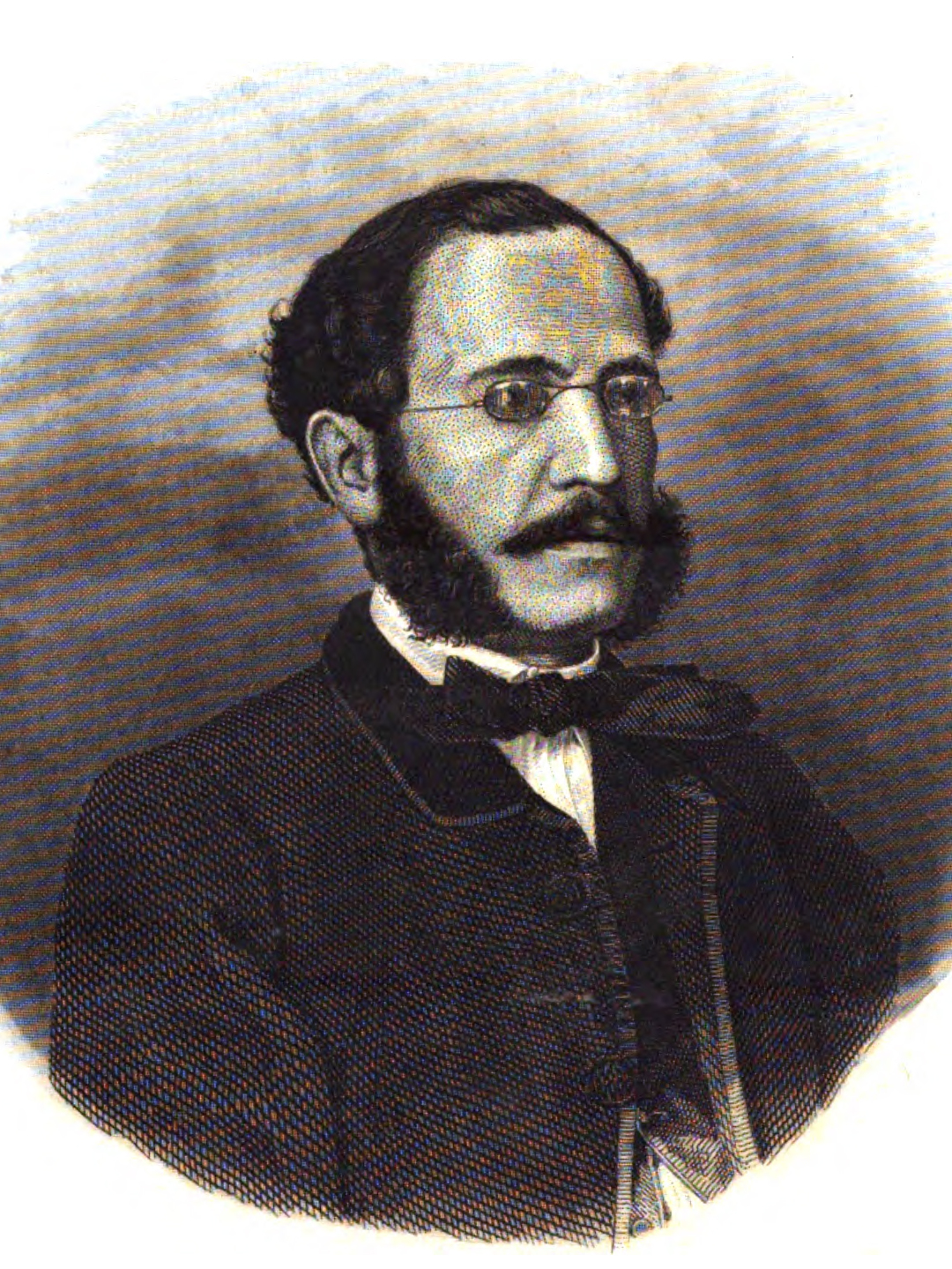
Retrato de Ceferino Tresserra

Ceferino Tresserra y Ventosa (Barcelona, 1830-La Coruña, 1880) fue un escritor y político español.

## Vida y obra
Fue perseguido por su pertenencia al Partido Demócrata español.
Intervino en la propagación de las ideas del socialismo utópico en España fundando en 1858 una sociedad secreta sobre el modelo del carbonarismo italiano que se extendió por Cataluña y Andalucía y que finalmente desarticuló la policía, por lo cual fue a parar a la cárcel en ese mismo año.
De esa experiencia surgen Los misterios del Saladero. Novela filosófico-social (1860), obra muy cercana a las de Eugenio Sue por la pintura de las clases bajas y la vida del delito y que tiene su entorno en la antigua cárcel del Saladero en Madrid. En ella importa menos el argumento que dar a conocer las fallas del sistema judicial y carcelario.
Propone incluso el proyecto del panóptico celular de Jeremías Bentham como prisión regeneradora, proyecto que pudo parecer apropiado entonces pero que la práctica desacreditaría ampliamente; compuso un Cuadro sinóptico de la democracia española, unas Tablas del derecho democrático, el folleto ¿Los anarquistas, los socialistas y los comunistas, son demócratas? (1861), así como un Catecismo de la Federación Republicano-democrática (Madrid: Molino y Compañía, 1870).
Durante la Primera República fue gobernador civil de Soria y de Palencia.
Impulsó la creación de un volumen colectivo de escritores catalanes titulado El libro del obrero (1862), en homenaje a Anselmo Clavé, fundador de las sociedades corales, formadas por gente de la clase trabajadora. Entre 1862 y 1864 escribió novelas sociales como La judía errante (1862, incluida en el Índice de libros prohibidos católico en 1864), El poder negro (1863) y Los hipócritas (1864). Fue autor también de la pieza dramática en un acto y en verso Las máquinas de coser (Barcelona, Luis Tasso, 1876).

## Obras

### Originales

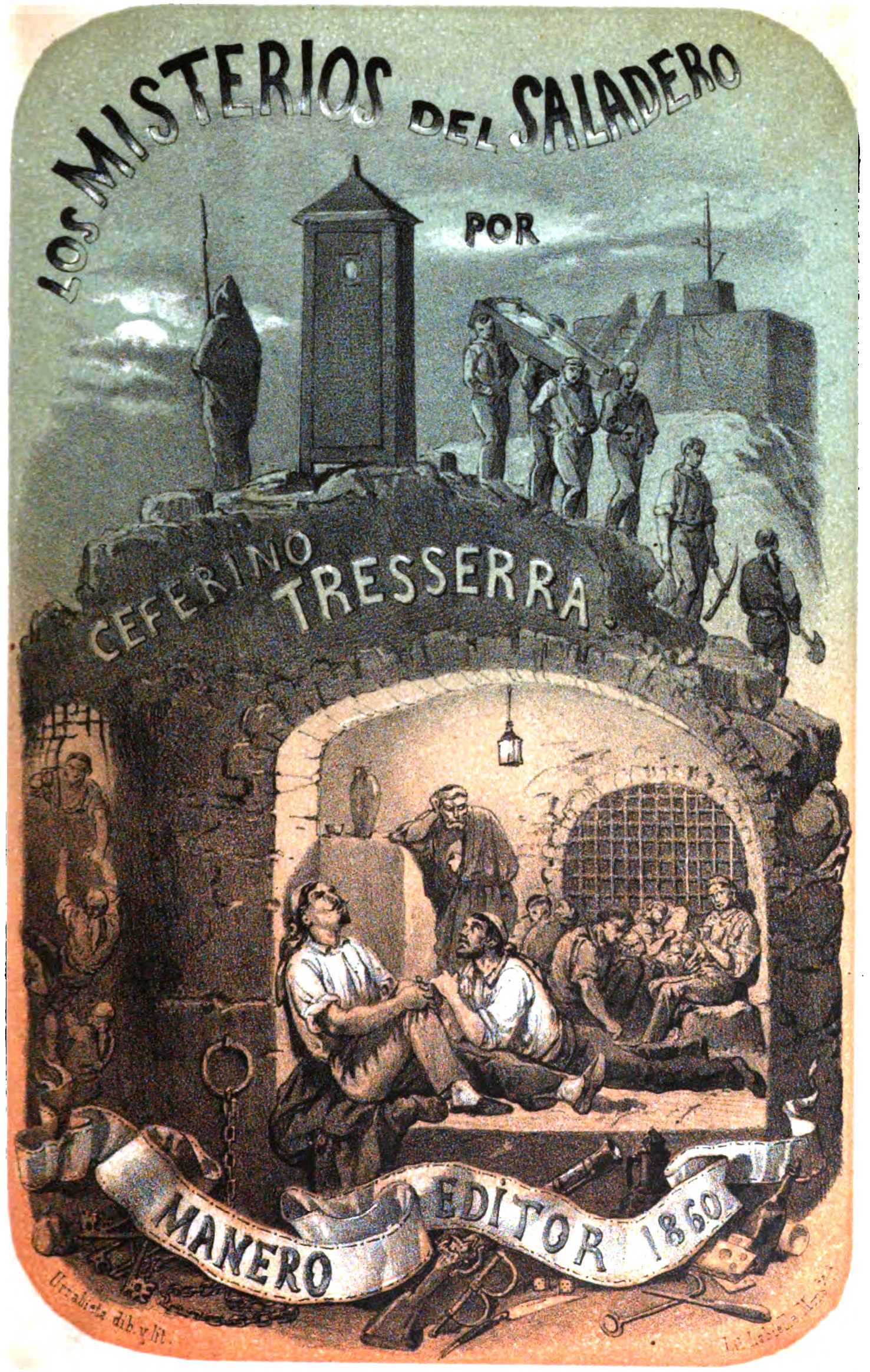
Los misterios del Saladero (1860)

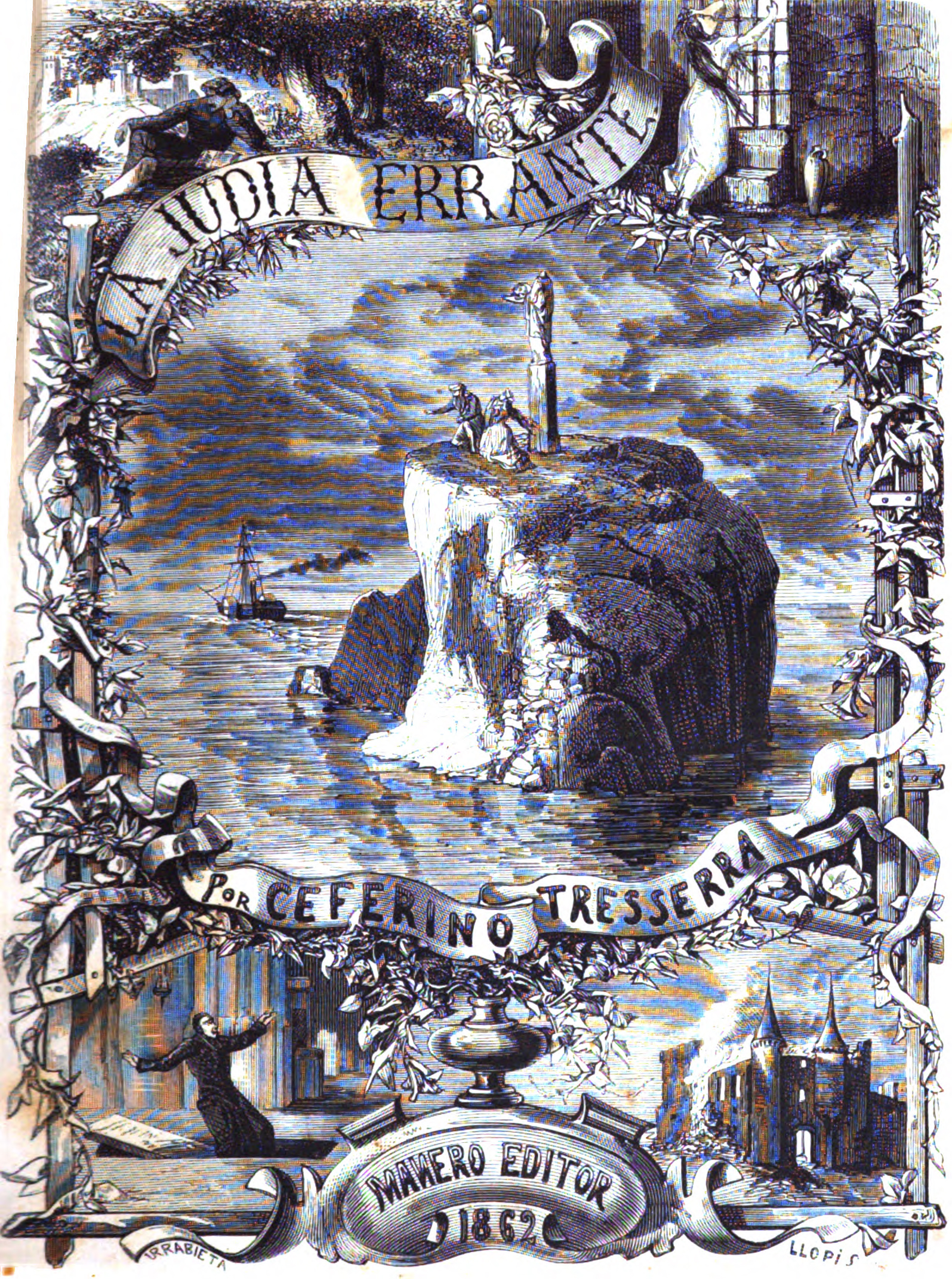
La judía errante (1862)

- 1851. La marquesa de Bella-Cruz. Villanueva y la Geltrú: Imprenta y Librería de Pers y Ricart.
- 1859. "Francisco de Paula Coello". En Colección de Crímenes Célebres Españoles. Dirigida por Manuel Angelón. Barcelona: Imprenta y librería de López Bernagosi.[3]
- 1860. Los Misterios del Saladero. Novela filosófico-social. Barcelona: Imprenta y librería de Salvador Manero.
- 1861. ¿Los anarquistas, socialistas y comunistas son demócratas? Barcelona: Imprenta y librería de Salvador Manero.
- 1862. La judía errante. Novela filosófico-social. Barcelona: Imprenta y librería de Salvador Manero.
- 1862. “Algunas consideraciones sobre la familia proletaria”. En El libro del obrero. Prólogo de Ceferino Tresserra. Barcelona: Establecimiento tipográfico de Narciso Ramírez
- 1863. El poder negro. Novela filosófico-social. Barcelona: Imprenta y librería de Salvador Manero.
- 1864. Los Hipócritas. Novela filosófico-social. Barcelona: Imprenta y librería de Salvador Manero.
- 1865. La mujer ajena. Novela de costumbres. Barcelona: Imprenta y librería de Salvador Manero.
- 1867. Enrique Werty de Guzmán [seud.]. Vicente de Paul o el amor por caridad de Dios. Prólogo de Enrique Moreno Cebada. Madrid: Imprenta de Eusebio Freixa. (novela)
- 1868. Catecismo democrático republicano. Madrid: Imprenta y librería de Manuel Galiano.
- 1869. Gutenberg. Drama en tres actos. Madrid: Imprenta y librería de Juan Antonio García.
- 1870. Catecismo de la Federación Republicana Democrática. Madrid: Imprenta y librería de Moliner y Compañía.
- 1871. ¿Hay Dios? Estudio crítico-filosófico de la cuestión de las cuestiones. Madrid: Imprenta de J. García.
- 1876. Las máquinas de coser. Pieza dramática en un acto y en verso. Barcelona: Estudio tipográfico de Luis Tasso.

### En colaboración
- 1852. Coautor junto a Narciso Monturiol, Abdón Terradas y otros: Catecismo democrático.
- 1859. Evaristo Ventosa [seud.]. Coautor junto a Fernando Garrido, Españoles y marroquíes. Historia de la Guerra de África. Barcelona: Imprenta y librería de Salvador Manero.
- 1860. Evaristo Ventosa [seud.]. Coautor junto a Fernando Garrido de La regeneración de España. Barcelona: Imprenta y librería de Salvador Manero.
- 1870. Coautor junto a Calvo Romeral; Jesús Cañete etc. Historia y Panorama de la guerra de Francia.
- 1871. Los rojos. La Revolución Francesa de 1870. Novela histórica, v. II. Madrid: Editor Manuel Rodríguez; Imprenta M. Martínez.
- 1991. Coautor junto a Josep Pers Ricart y Teodor Creus y Corominas. Los Misterios de Villanueva, vs I y II. Prólogo y edición de Albert Virella i Bloda. Villanueva y la Geltrú: Institut d'Estudis Penedesencs.

### Obras desaparecidas o no localizadas
- 1852. Julio el Bastardo o Del patíbulo al poder. Barcelona: Imprenta de Narciso Ramírez (obra dramática).
- 1855. El porvenir de las asociaciones de la clase obrera; origen y estado actual de la cuestión del trabajo en Cataluña. Barcelona: Imprenta de Narciso Ramírez.
- 1856. Las dos banderas del pronunciamiento de 1854; o sea, rasgos de la Unión progresista-moderada. Propaganda democrática. Barcelona.
- 1856. Carta de un demócrata confinado, dirigida al excelentísimo señor don Juan Zapatero, Capitán General del ejército y principado de Cataluña.
- 1857. Cuadro Sinóptico del derecho democrático.
- 1863. Carta a los doce Reverendos presbíteros de la ciudad de Barcelona. Barcelona: Salvador Manero.
- 1863. Contestación al opúsculo de D. Eduardo Vilarrasa: La jurisdicción y las aspiraciones del clero a la enseñanza. Barcelona: Imprenta y librería de Salvador Manero.
- 1868 a 1874. La medalla republicana. Pieza en un acto.
- 1869. Cuadro Sinóptico del derecho democrático.
- Tablas del derecho democrático.
- La llave en el ventano, pieza teatral.[4]